# Conophytum velutinum
Conophytum velutinum är en isörtsväxtart. Conophytum velutinum ingår i släktet Conophytum, och familjen isörtsväxter.

## Underarter
Arten delas in i följande underarter:
- C. v. polyandrum
- C. v. velutinum